# Liophis melanotus
Liophis melanotus este o specie de șerpi din genul Liophis, familia Colubridae, descrisă de Tsen-Hwang Shaw în anul 1802. A fost clasificată de IUCN ca specie cu risc scăzut.

## Subspecii
Această specie cuprinde următoarele subspecii:
- L. m. lamari
- L. m. nesos
- L. m. melanotus